# Élections législatives tchèques de 2021
Les élections législatives tchèques de 2021 (en tchèque : Volby do Poslanecké sněmovny Parlamentu České republiky 2021) ont lieu les 8 et 9 octobre 2021 afin d'élire les 200 membres de la IXe législature de la Chambre des députés.
Le parti ANO 2011 du président du gouvernement Andrej Babiš fait principalement face à deux coalitions de l'opposition : Ensemble (SPOLU) et Pirates et maires (PaS). 
À l'issue du scrutin, SPOLU dépasse de justesse ANO 2011, suivi de PaS, les deux coalitions d'opposition décrochant à elles deux la majorité absolue des sièges tandis que le Parti social-démocrate et le Parti communiste, soutiens du gouvernement sortant, perdent toute représentation à l'assemblée.
Après un mois de négociation retardé par l'hospitalisation du président de la République, Miloš Zeman, les membres de SPOLU et PaS forment début novembre un nouveau gouvernement, mené par Petr Fiala.

## Contexte

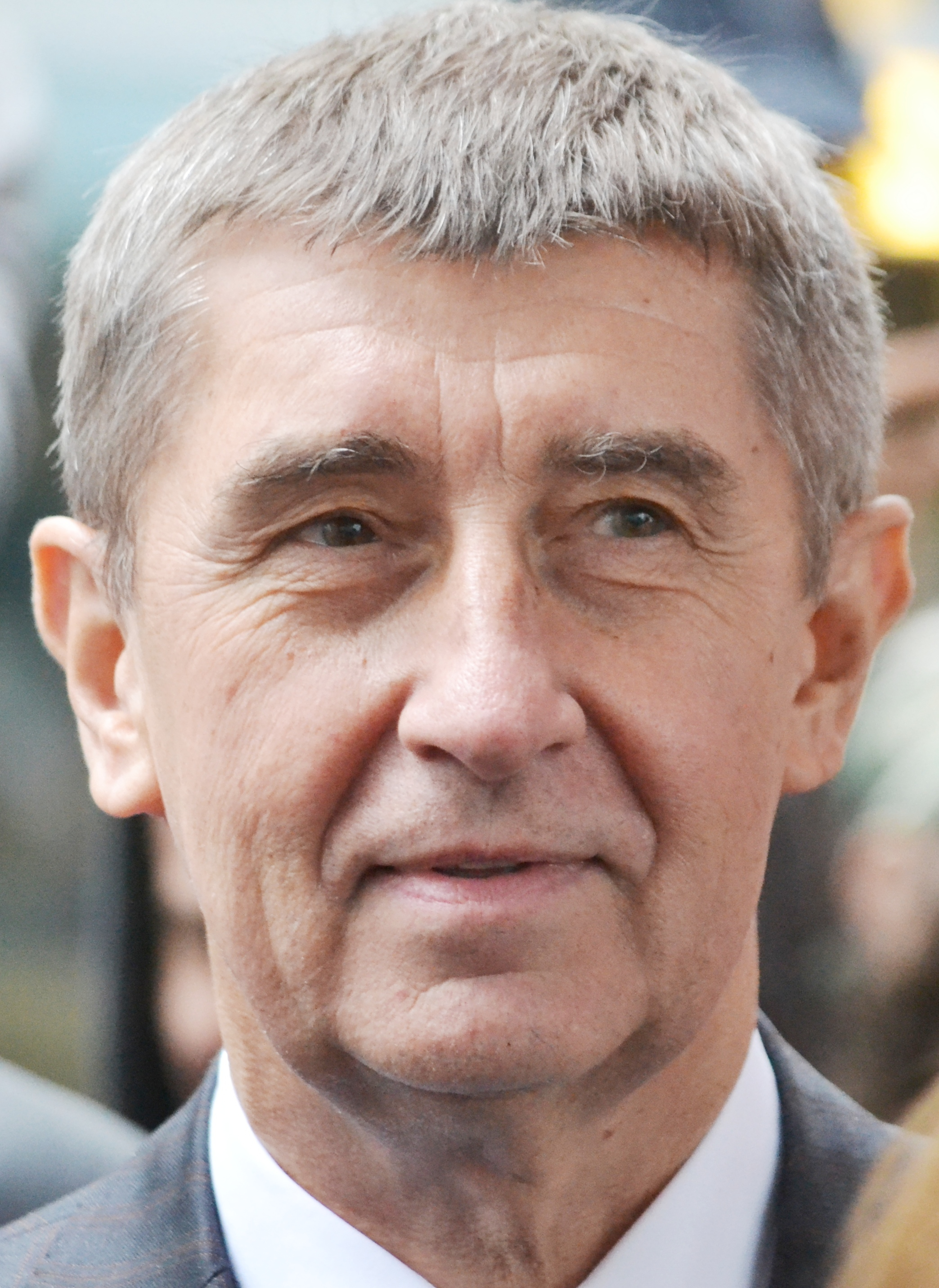
Andrej Babiš.

Les élections législatives d'octobre 2017 voient arriver nettement en tête le parti libéral et populiste ANO 2011 de l'ancien ministre des Finances Andrej Babiš au détriment du Parti social-démocrate tchèque (ČSSD) qui s'effondre en septième place. Arrivé deuxième, le Parti démocratique civique (ODS), conservateur, n'obtient ainsi qu'un peu plus d'un tiers des suffrages d'ANO 2011, malgré des résultats en hausse. Le Parti communiste de Bohême et Moravie (KSČM) fait son pire résultat depuis la première élection démocratique en 1990 tandis que le parti nationaliste Liberté et démocratie directe (SPD) effectue une percée, atteignant 10 % des voix et se plaçant quatrième. Le Parti pirate tchèque (ČSP) fait également son entrée à la chambre basse du Parlement avec près de 11 % des suffrages. 
Après plusieurs mois de négociations, dont une tentative de formation d'un gouvernement minoritaire composé du seul ANO et rejetée par la Chambre, Andrej Babiš forme courant mai 2018 un exécutif de coalition minoritaire entre ANO et le Parti social-démocrate, bénéficiant du soutien sans participation du Parti communiste,.
Selon une enquête de l'Eurobaromètre publiée en mai 2021, la Tchéquie fait partie des pays où les citoyens ont le moins confiance en leur gouvernement et leur Parlement, avec des taux d'approbation respectifs de 19 % et 15 %. Les trois quarts des Tchèques se disent en outre mécontents de la gestion de la pandémie de Covid-19 par l'exécutif.

## Système électoral

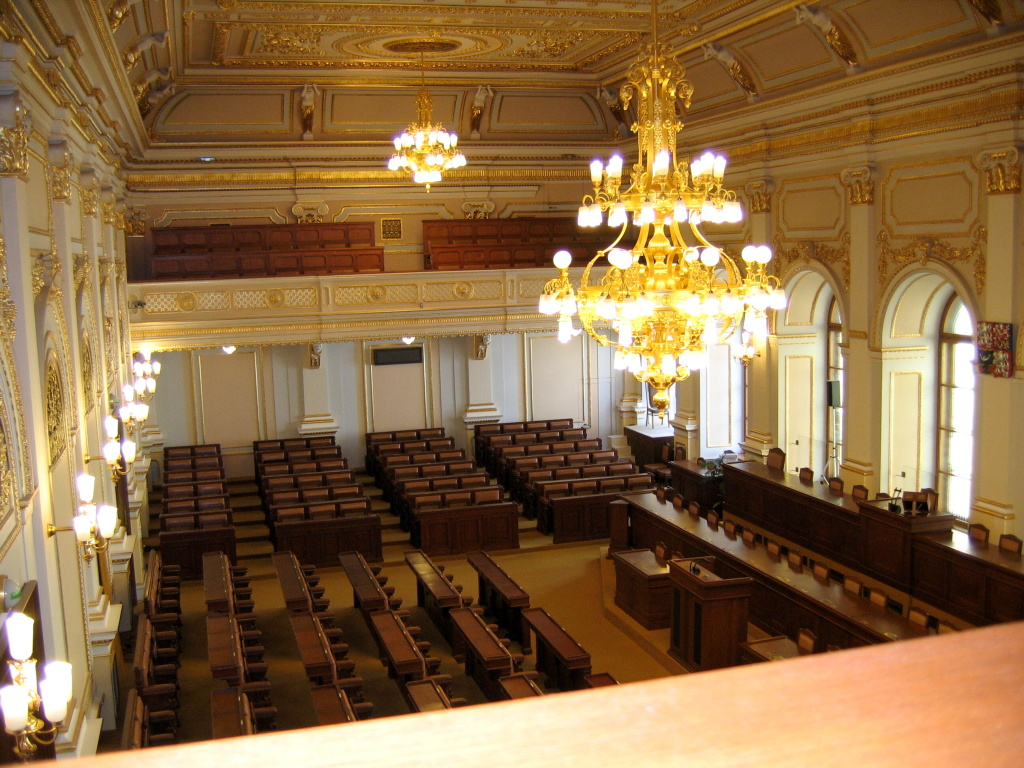
Salle de réunion de la Chambre des députés.

La Chambre des députés (en tchèque : Poslanecká sněmovna) se compose de 200 députés élus pour un mandat de quatre ans au scrutin proportionnel d'Hondt avec vote préférentiel dans 14 circonscriptions électorales.
Lors du vote, en plus de celui pour la liste de parti de leur choix, les électeurs peuvent aussi indiquer leur préférence pour un maximum de quatre des candidats inscrits sur la liste. Les candidats recueillant plus de 5 % des suffrages préférentiels à l'échelon régional sont placés en haut de la liste de leur parti. Lorsque plusieurs candidats recueillent plus de 5 % des votes préférentiels, ils sont classés par ordre du nombre total de votes préférentiels qu'ils ont recueillis.
Après décompte des suffrages, les sièges sont répartis dans chaque circonscription à la proportionnelle selon la méthode d'Hondt à tous les partis ou coalitions ayant franchi le seuil électoral de 5 % des suffrages exprimés au niveau national. Ce seuil passe à 8 % pour les coalitions de deux partis et 11 % pour les coalitions de trois partis et plus,.
Les élections de 2021 sont les premières depuis un allègement des seuils. Ceux-ci étaient auparavant de 5 % des suffrages exprimés pour un parti, 10 % pour les coalitions de deux partis, 15 % pour les coalitions de trois partis et 20 % pour les coalitions de quatre partis et plus. Ce système fait cependant l'objet d'une plainte d'un groupe de sénateurs début 2021, qui conduit la Cour constitutionnelle à déclarer le 2 février ces seuils contraires à la Constitution.

## Principaux partis
|            | ANO 2011 | Attrape-tout, ou centre à centre droit Libéralisme, populisme                                                                      | Andrej Babiš Président du gouvernement | 29,64 % des voix 78 députés |
|            | Parti démocratique civique Občanská demokratická strana                                                                   | Centre droit à droite Conservatisme, libéral-conservatisme, national-libéralisme, euroscepticisme, national-conservatisme          | Petr Fiala                             | 11,32 % des voix 25 députés |
|            | Parti pirate tchèque Česká pirátská strana                                                                                | Centre à gauche Social-libéralisme, libertarisme de gauche, droit à l'information, démocratie directe, cyberdémocratie, europhilie | Ivan Bartoš                            | 10,79 % des voix 22 députés |
|            | Liberté et démocratie directe Svoboda a přímá demokracie                                                                  | Droite à extrême droite Nationalisme, démocratie directe, opposition à l'immigration, populisme de droite                          | Tomio Okamura                          | 10,64 % des voix 22 députés |
|            | Parti communiste de Bohême et Moravie Komunistická strana Čech a Moravy                                                   | Gauche radicale Communisme, euroscepticisme                                                                                        | Vojtěch Filip (en)                     | 7,76 % des voix 15 députés  |
|            | Parti social-démocrate tchèque Česká strana sociálně demokratická                                                         | Centre gauche Social-démocratie, europhilie                                                                                        | Jan Hamáček Ministre de l'Intérieur    | 7,27 % des voix 15 députés  |
|            | Union chrétienne démocrate - Parti populaire tchécoslovaque Křesťanská a demokratická unie - Československá strana lidová | Centre à centre droit Démocratie chrétienne, conservatisme social                                                                  | Marian Jurečka                         | 5,80 % des voix 10 députés  |
|            | TOP 09 Tradice, Odpovědnost, Prosperita 09                                                                                | Centre droit Libéral-conservatisme, europhilie                                                                                     | Markéta Adamová (en)                   | 5,31 % des voix 7 députés   |
|            | Maires et Indépendants Starostové a nezávislí                                                                             | Centre à centre droit Localisme, principe de subsidiarité, europhilie                                                              | Vít Rakušan                            | 5,18 % des voix 6 députés   |
| Coalitions | | |                                        |                             |
|            | Ensemble Spolu (ODS-KDU-ČSL-TOP 09)                                                                                       | Centre droit Libéral-conservatisme, démocratie chrétienne                                                                          | Petr Fiala                             | 22,43 % des voix 42 députés |
|            | Pirates et maires Piráti a starostové (ČSP-STAN)                                                                          | Centre Libéralisme, progressisme, écologisme                                                                                       | Ivan Bartoš                            | 15,97 % des voix 28 députés |

## Campagne

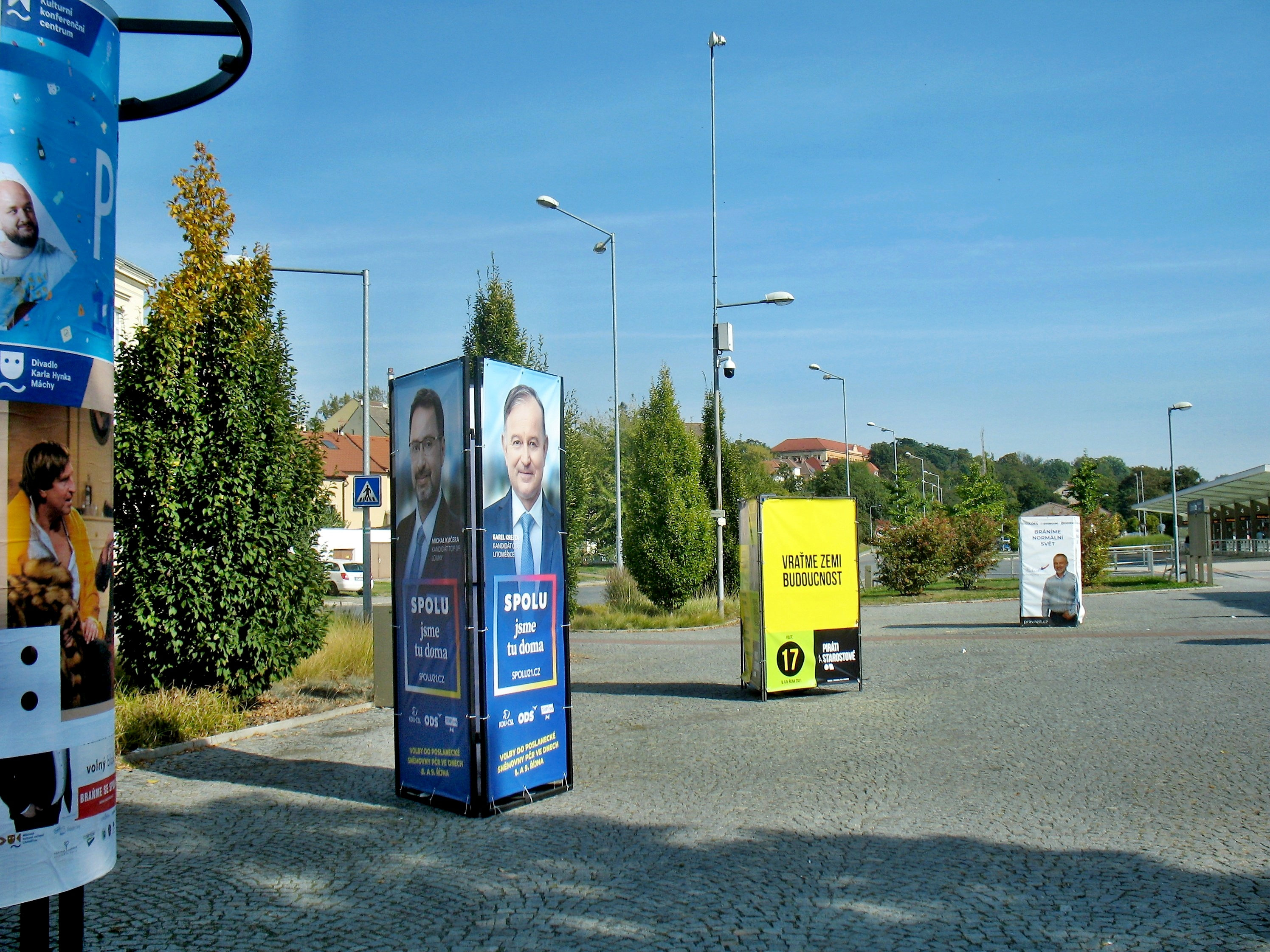
Affiches électorales à Litoměřice.

### Question migratoire
L'un des débats de la campagne voit le premier ministre Andrej Babiš et le président du Parti pirate Ivan Bartoš s'opposer sur la question de l'immigration. À une question lui demandant si les pirates comptent partager jusqu'à leur chalets pour accueillir les migrants, le président du gouvernement ironise ainsi sur leur volonté selon lui de « tout partager », avant de les accuser de conduire à une « Europe musulmane », citant un passage de son livre selon lequel « Nous [les Tchèques] ne voulons pas partager notre pays ». 
Le président du Parti pirate Ivan Bartoš réagit en réitérant son opposition à la fois à l'immigration illégale et aux quotas de migrants portés par l'Union européenne lors de la crise migratoire en Europe.

### Scandale desPandora Papers
Le 3 octobre 2021, une importante fuite de documents concernant les actifs cachés et l'évasion fiscale à l'étranger de milliers de personnes est rendue publique. Parmi elles figure le président du gouvernement Andrej Babiš qui, selon les documents, aurait commis de multiples infractions, notamment pour blanchiment d'argent ou en n'énumérant pas une de ses sociétés dans sa déclaration de propriété aux Îles Vierges britanniques.

## Sondages
Pour des raisons techniques, il est temporairement impossible d'afficher le graphique qui aurait dû être présenté ici.

## Résultats

### Au niveau national
|                               |                                                                       |                                               |           |       |      |        |               |  |  |
| Partis                        | Partis                                                                | Partis                                        | Voix      | %     | +/-  | Sièges | +/-           |  |  |
|                               |                                                                       | Parti démocratique civique (ODS)              | 1 493 905 | 27,79 | 5,36 | 34     | 9             |  |  |
|                               | Union chrétienne démocrate - Parti populaire tchécoslovaque (KDU-ČSL) | 23                                            | 1 493 905 | 27,79 | 5,36 | 13     |               |  |  |
|                               | TOP 09                                                                | 14                                            | 1 493 905 | 27,79 | 5,36 | 7      |               |  |  |
| Total Ensemble (SPOLU)        | Total Ensemble (SPOLU)                                                | 71                                            | 1 493 905 | 27,79 | 5,36 | 29     |               |  |  |
|                               | ANO 2011                                                              | ANO 2011                                      | 1 458 140 | 27,13 | 2,51 | 72     | 6             |  |  |
|                               |                                                                       | Maires et indépendants (STAN)                 | 839 776   | 15,62 | 0,36 | 33     | 27            |  |  |
|                               | Parti pirate tchèque (ČSP)                                            | 4                                             | 839 776   | 15,62 | 0,36 | 18     |               |  |  |
| Total Pirates et maires (PaS) | Total Pirates et maires (PaS)                                         | 37                                            | 839 776   | 15,62 | 0,36 | 9      |               |  |  |
|                               | Liberté et démocratie directe (SPD)                                   | Liberté et démocratie directe (SPD)           | 513 910   | 9,56  | 1,08 | 20     | 2             |  |  |
|                               | Serment (P)                                                           | Serment (P)                                   | 251 562   | 4,68  | Nv.  | 0      | en stagnation |  |  |
|                               | Parti social-démocrate tchèque (ČSSD)                                 | Parti social-démocrate tchèque (ČSSD)         | 250 397   | 4,66  | 2,62 | 0      | 15            |  |  |
|                               | Parti communiste de Bohême et Moravie (KSČM)                          | Parti communiste de Bohême et Moravie (KSČM)  | 193 817   | 3,61  | 4,16 | 0      | 15            |  |  |
|                               | Coalition THO (en)-Svobodní-SsČR (en) (TSS)                           | Coalition THO (en)-Svobodní-SsČR (en) (TSS)   | 148 463   | 2,76  | 1,19 | 0      | en stagnation |  |  |
|                               | Bloc libre (en) (VB)                                                  | Bloc libre (en) (VB)                          | 71 587    | 1,33  | Nv.  | 0      | en stagnation |  |  |
|                               | Parti vert (Z)                                                        | Parti vert (Z)                                | 53 343    | 0,99  | 0,48 | 0      | en stagnation |  |  |
|                               | Nous ouvrirons la République tchèque (OČ)                             | Nous ouvrirons la République tchèque (OČ)     | 21 804    | 0,40  | Nv.  | 0      | en stagnation |  |  |
|                               | Démocratie suisse (ŠD)                                                | Démocratie suisse (ŠD)                        | 16 823    | 0,31  | Nv.  | 0      | en stagnation |  |  |
|                               | Moravané                                                              | Moravané                                      | 14 285    | 0,27  | Abs. | 0      | en stagnation |  |  |
|                               | Alliance pour l'avenir (ODA-ADS-RN-DSZ) (APB)                         | Alliance pour l'avenir (ODA-ADS-RN-DSZ) (APB) | 11 531    | 0,21  | 0,12 | 0      | en stagnation |  |  |
|                               | Autres partis                                                         | Autres partis                                 | 35 947    | 0,67  | –    | 0      | en stagnation |  |  |
|                               |                                                                       |                                               |           |       |      |        |               |  |  |
| Suffrages exprimés            | Suffrages exprimés                                                    | Suffrages exprimés                            | 5 375 090 | 99,32 |      |        |               |  |  |
| Votes blancs et invalides     | Votes blancs et invalides                                             | Votes blancs et invalides                     | 36 794    | 0,68  |      |        |               |  |  |
| Total                         | Total                                                                 | Total                                         | 5 411 884 | 100   | –    | 200    | en stagnation |  |  |
| Abstentions                   | Abstentions                                                           | Abstentions                                   | 2 863 868 | 34,61 |      |        |               |  |  |
| Inscrits/Participation        | Inscrits/Participation                                                | Inscrits/Participation                        | 8 275 752 | 65,39 |      |        |               |  |  |

### Par circonscription

Sièges des coalitions par circonscription
Sièges des partis par circonscription

## Analyse

### Victoire des coalitions d’opposition

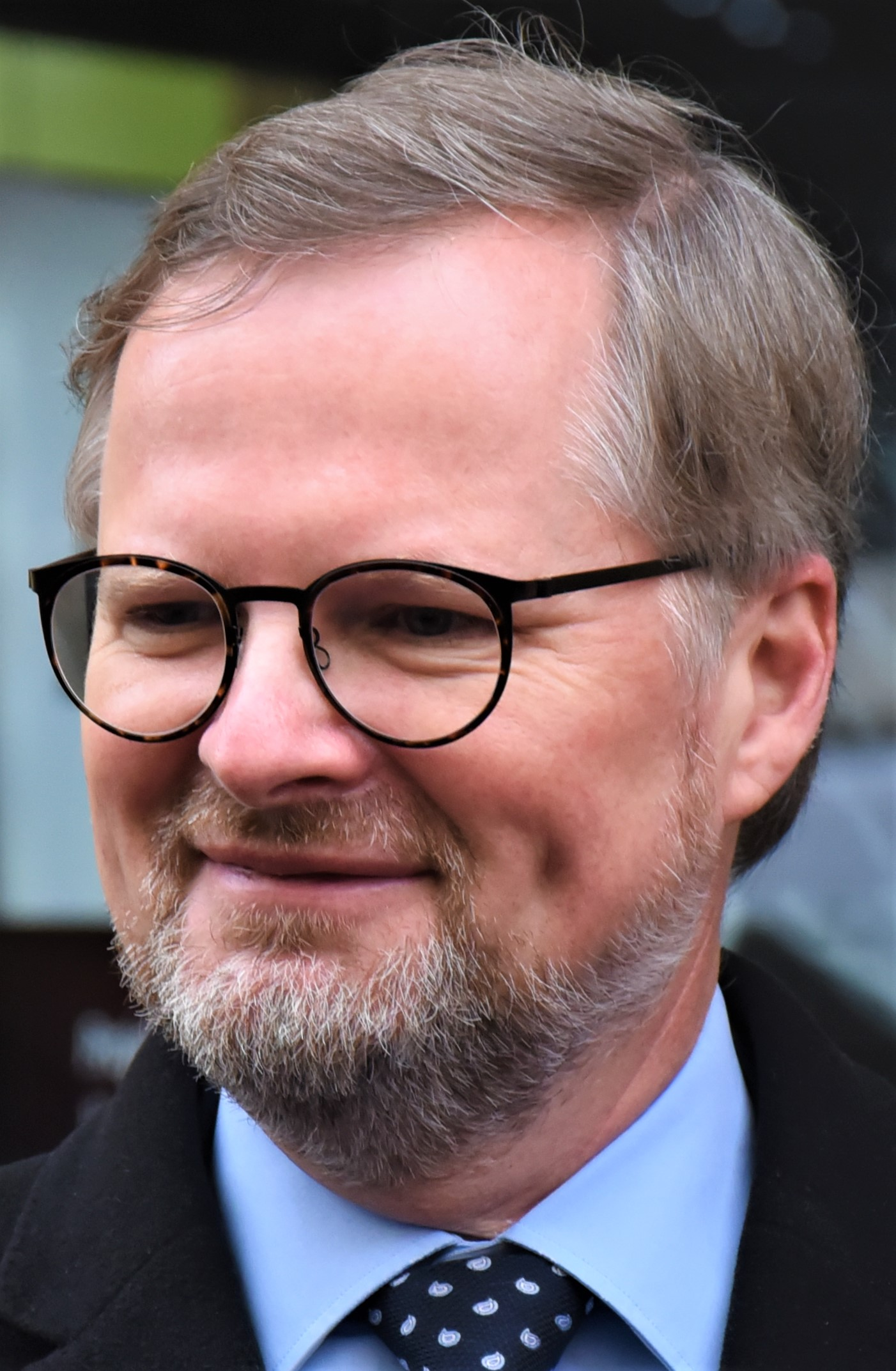
Petr Fiala.

Le scrutin est une victoire pour l'opposition, les coalitions Ensemble (SPOLU) et Pirates et maires (PaS) remportant à elles deux la majorité absolue des sièges. Dès le soir du 10 octobre, ces deux coalitions annoncent la signature d'un accord en vue de la formation d'un gouvernement de coalition mené par le dirigeant d'Ensemble, Petr Fiala. Arrivée en tête des suffrages au niveau national par une courte avance sur ANO 2011, la coalition de centre droit dirigée par Fiala obtient cependant la deuxième place en termes de sièges du fait de la répartition par circonscription,.

### Bonne résistance de ANO 2011
L’accumulation d’affaires de corruption et de délits financiers, dont celle toute récente des Pandora Papers, n'entame finalement que faiblement le parti au pouvoir, qui bénéficie de la lassitude d'une partie de l'électorat devenue « insensible » à ce type de scandales. Si ANO 2011 conserve la première place en tête en nombre de sièges et ne subit qu'un faible recul, le président du gouvernement, Andrej Babiš, sort néanmoins perdant du scrutin du fait de l'élimination de ses alliés.

### Échec historique du ČSSD et du KSČM
En effet, le Parti social-démocrate tchèque (ČSSD) et le Parti communiste de Bohême et Moravie (KSČM)  échouent tous deux à franchir le seuil électoral de 5 %, et perdent toute représentation à la Chambre des députés, privant Babiš du soutien nécessaire pour se maintenir au pouvoir. C'est la première fois depuis 1948 qu'aucun député communiste n'est élu à la Chambre, et la première fois depuis l'indépendance en 1990 qu'aucun social-démocrate ne l'est. Jan Hamáček et Vojtěch Filip, respectivement à la tête du ČSSD et du KSČM, démissionnent dès l'annonce des résultats. Babiš reconnaît quant à lui sa défaite dans la nuit du 9 octobre, tout en accusant l'opposition d'avoir orchestrée une campagne de diffamation à son encontre.

### Fort déclin du Parti pirate
Vainqueur du scrutin avec Ensemble, la coalition Pirates et maires progresse nettement en termes de sièges. Ces résultats en hausse cachent néanmoins un échec cuisant pour le Parti pirate tchèque (ČSP). Longtemps en tête des sondages d'opinions, le parti n'obtient finalement que la troisième place avec son partenaire de coalition, le parti Maires et Indépendants (STAN). Surtout, ce dernier réunit la quasi-totalité des sièges obtenus par la coalition, avec 33 élus sur 37, les électeurs ayant massivement opté pour des votes préférentiels en faveur de ses candidats au détriment de ceux du ČSP, qui n'en obtient que quatre, soit moins d'un cinquième du total de ses députés élus en 2017.
L'échec du ČSP, principale cible du gouvernement sortant au cours de la campagne électorale, est d'autant plus important que le parti s'était engagé dans celle-ci à hauteur de 32 millions de couronnes, contre moitié moins de la part du STAN. Reconnaissant que le Parti pirate sort « considérablement affaibli » du scrutin, son président, Ivan Bartoš, l'un des quatre seuls élus, annonce être ouvert à la tenue d'un congrès anticipé pour aborder le sujet de la direction du parti.

### Maintien de l’extrême droite
Seule autre formation à obtenir une représentation à la Chambre, le parti eurosceptique d’extrême droite Liberté et démocratie directe (SPD) connait un léger recul.

## Formation du gouvernement

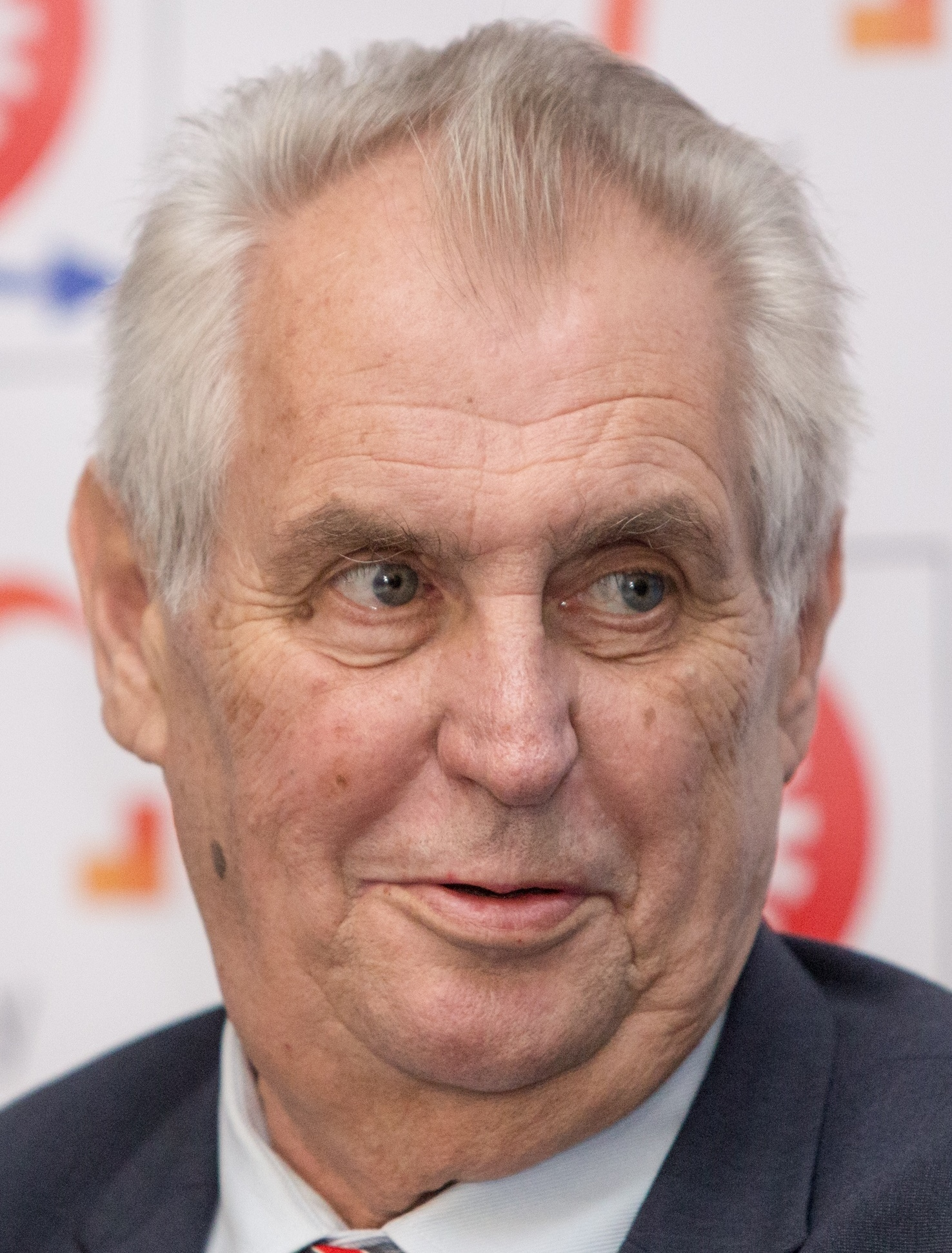
Miloš Zeman.

Si le choix de la personnalité devant mener la première tentative de formation d'un gouvernement revient au président de la République, Miloš Zeman, Petr Fiala juge sa nomination légitime en raison de l'arrivée de sa formation en tête des suffrages, affirmant bénéficier d'un mandat « fort » pour gouverner. 
Allié du président du gouvernement sortant, Miloš Zeman est cependant jugé susceptible de reconduire Andrej Babiš en raison des résultats en sièges de son mouvement. Organisant un régime parlementaire, la Constitution tchèque donne au président de la République la responsabilité de nommer le président du gouvernement et les ministres sur proposition de ce dernier ; le gouvernement ainsi formé doit obtenir la confiance de la Chambre des députés dans les trente jours. Si les députés rejettent les propositions de gouvernement des deux premiers présidents du gouvernement proposés par le président de la République, il revient au président de la Chambre de proposer au chef de l'État le candidat à la présidence du gouvernement. Déjà vivement critiquée à l'issue des élections précédentes, cette procédure fait notamment l'objet d'un projet de révision constitutionnelle porté par Pirates et maires, qui propose que le chef de l’État se voit confier la première et la troisième proposition de candidature, et le président de la Chambre la deuxième,.
Dès le 10 octobre, le pays voit le calendrier de formation d'un gouvernement subitement perturbé par l'hospitalisation du président Miloš Zeman. Âgé de 77 ans, ce dernier est en effet placé en soins intensifs pour des problèmes de foie peu après une rencontre avec Babiš, laissant les principaux acteurs politiques dans l'expectative,. Réputé alcoolique depuis de nombreuses années, le président était affaibli au point d'avoir dû voter depuis son domicile,. Il avait annoncé lors de la campagne électorale son intention de nommer le dirigeant du principal parti issu des élections, et non le dirigeant de la principale coalition,.
En dépit des déclarations faites par le porte-parole de la présidence Jiří Ovčáček et de son propre silence sur la question le 10 octobre, Andrej Babiš affirme le 12 octobre que lors de son entretien informel avec le chef de l'État, ce dernier lui a confié la tâche de constituer le futur gouvernement. Cependant, Jiří Ovčáček annonce le lendemain que le président a accepté de rencontrer Petr Fiala, cette réunion devant avoir lieu après que Miloš Zeman sera sorti des soins intensifs selon le chancelier de la présidence, Vratislav Mynář. Finalement, Andrej Babiš indique le 16 octobre qu'il ne tentera pas de former un nouveau cabinet et qu'il remettra ses fonctions à la future coalition gouvernementale que SPOLU et PaS ont l'intention de concrétiser d'ici l'ouverture de la législature, convoquée le 8 novembre 2021.
Le 5 novembre, au lendemain de sa sortie des soins intensifs, Miloš Zeman fait savoir qu'il est prêt à nommer Petr Fiala président du gouvernement. Trois jours plus tard, les cinq partis signent officiellement leur accord de coalition, puis Petr Fiala se voit confier le lendemain par le président de la République une mission de formation du nouveau gouvernement tchèque. La liste des ministres est rendue publique par Petr Fiala le 16 novembre après un entretien avec Miloš Zeman, le formateur précisant alors que le chef de l'État compte le nommer président du gouvernement dix jours plus tard,. Une nouvelle hospitalisation du chef de l'État, cette fois pour cause de Covid-19, diffère cependant cette nomination au 28 novembre. Zeman fait part de son intention de nommer les membres du gouvernement plus tard, après les avoir rencontrés individuellement. Fiala est finalement assermenté en présence d'un chef de l'État confiné à l'intérieur d'un box de plexiglas, par respect des règles sanitaires.
Le gouvernement est nommé dans son intégralité le 17 décembre 2021, au cours d'une cérémonie au château de Lány, à laquelle ne participe cependant pas le futur ministre de l'Agriculture Zdeněk Nekula en raison d'une contamination par la Covid-19. Le 13 janvier 2022, le gouvernement Fiala obtient la confiance de la Chambre des députés par 106 voix pour sur 193 exprimés,.